# Briona
Briona är en ort och kommun i provinsen Novara i regionen Piemonte i Italien. Kommunen hade 1 152 invånare (2018).